# La Pintana
La Pintana es una comuna ubicada en el sector sur de la ciudad de Santiago de Chile, capital de Chile. Forma parte del Gran Santiago.

## Historia
Los primeros habitantes de La Pintana fueron los picunches (subgrupo mapuche) que poblaron los territorios que más tarde serían cedidos al Gobernador de Chile y Virrey del Perú, don Ambrosio O'Higgins, como premio por su lealtad a la Corona española. Más tarde, su hijo Bernardo O'Higgins subdividió estas tierras asignándolas a un grupo de colaboradores en la causa de la Independencia del país quienes se abocaron a la construcción de canales de regadío y convirtieron el sector en una rica zona agrícola apta para todo cultivo, entre los que destacaban viñedos, frutales y la utilización de terrenos para la crianza de ganado.
Solo en la segunda mitad del siglo XX comenzó a poblarse la zona, que en ese entonces ya poseía marcadas tendencias agrícolas. En 1942, la Caja de la Habitación Popular, antecesora de la Corporación de la Vivienda (CORVI), adquirió los títulos de dominio del fundo La Pintana que antaño pertenecían al presidente Aníbal Pinto, de cuya familia adquirió el nombre dicho terreno. Este organismo instaló los primeros Huertos Obreros y Familiares en este territorio y edificó una población que se destinó a la Sociedad Cooperativa José Maza, formada en 1937. Actualmente dichos huertos corresponden a la Villa La Pintana, Villa Las Rosas y Mapuhue.
En la década de 1940 comenzó a formarse “el casco urbano de la comuna”, que hoy es conocido como el sector San Rafael y donde se encuentran el Centro Cívico, el Estadio Municipal, la Plaza de Armas, el Gimnasio, la Comisaría de Carabineros, el Cuartel de la Tercera Compañía Bomberos "La Pintana", institución de más de 50 años y que inicialmente estuviera ubicada en el sector Las Rosas, siendo la institución más antigua de la comuna. También se encuentra Investigaciones, el Edificio Consistorial, la Casa de la Cultura y el Banco Estado.
Entre 1960 e inicios de la década de 1970 aumentó notablemente la población como resultado de los programas urbanos denominados "operación sitio" y de las tomas de terreno, alcanzándose alrededor de 40.000 habitantes y conformándose un sector urbano delimitado por las calles Lo Martínez, Santa Rosa, Lo Blanco y San Francisco.
Dentro de su territorio se encuentra ubicado el campus Antumapu de la Universidad de Chile, que alberga a las facultades relacionadas con el área silvoagropecuaria y de Recursos Naturales.
El 22 de noviembre de 1984, La Pintana adquiere su carácter de comuna, tras la subdivisión administrativa de La Granja mediante un Decreto con Fuerza de Ley (DFL) emitido durante la dictadura de Augusto Pinochet.

### Gestión territorial

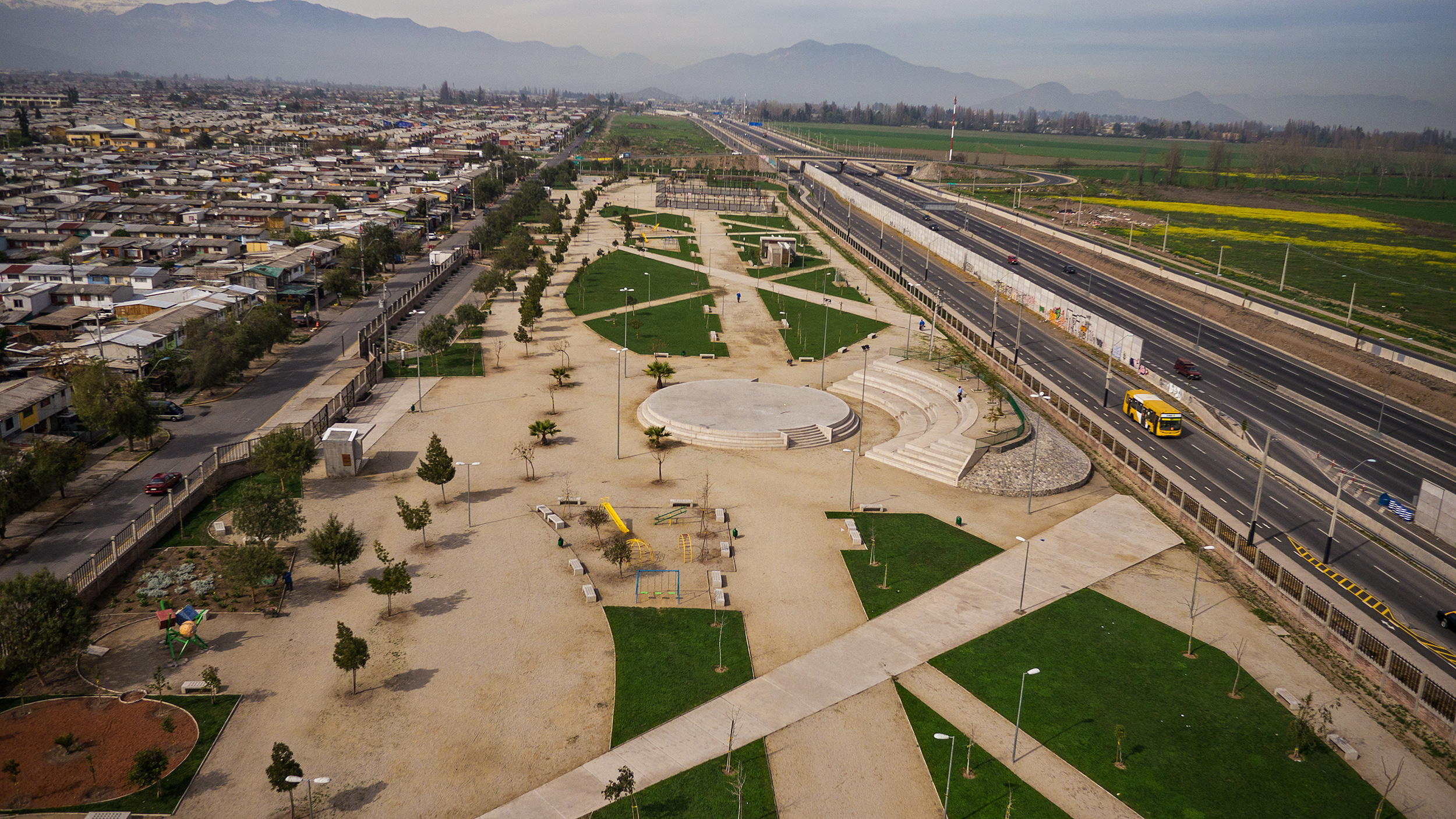
Parque La Platina.

El poblamiento de la comuna se caracteriza por una fuerte expansión demográfica durante el período de 1985 a 1994. Esta fue producto de la erradicación de campamentos de comunas del Gran Santiago (como Las Condes, Providencia y La Reina), en el marco de una reforma municipal y una reorganización social de la ciudad acelerada entre 1979 y 1985 a través del subsidio dirigido, que llevó a La Pintana a ser la principal comuna de concentración de estos asentamientos y a provocar un fuerte retraso socio-ambiental.
Con la entrada en vigencia del Plan de Desarrollo Comunal sustentable y su Plan Director en 1995 se logra detener el crecimiento de la población gracias a la planificación y ordenamiento ambiental del territorio, restringiendo el uso del suelo para fines habitacionales y generando reservas urbanas protegidas ecológicamente.

## Demografía
Según el censo 2002, La Pintana contaba con un 6,13% de población mapuche, el mayor porcentaje entre las comunas del Gran Santiago.

## Medio ambiente

### Geomorfología y componentes abióticos

Trazado simplificado de los ecosistemas y cuerpos de agua presentes en la comuna de La Pintana.

La comuna de La Pintana se encuentra emplazada en la unidad geomorfológica de Cuenca de Santiago; y presenta según la clasificación climática de Köppen clima mediterráneo de lluvia invernal (Csb). Esta además se halla en la cuenca hidrográfica de río Maipo.

### Componentes bióticos
Dentro del territorio de la comuna se pueden hallar los siguientes ecosistemas:
- Bosque espinoso mediterráneo andino donde predominan Acacia caven y Baccharis paniculata (Vulnerable)
- Bosque espinoso mediterráneo interior donde predominan Acacia caven y Prosopis chilensis (Vulnerable)

### Medidas de protección ambiental y conflictos socioambientales
Hasta 2022, la comuna de La Pintana no cuenta con áreas territoriales destinadas a la protección ambiental.

## Administración

### Municipalidad

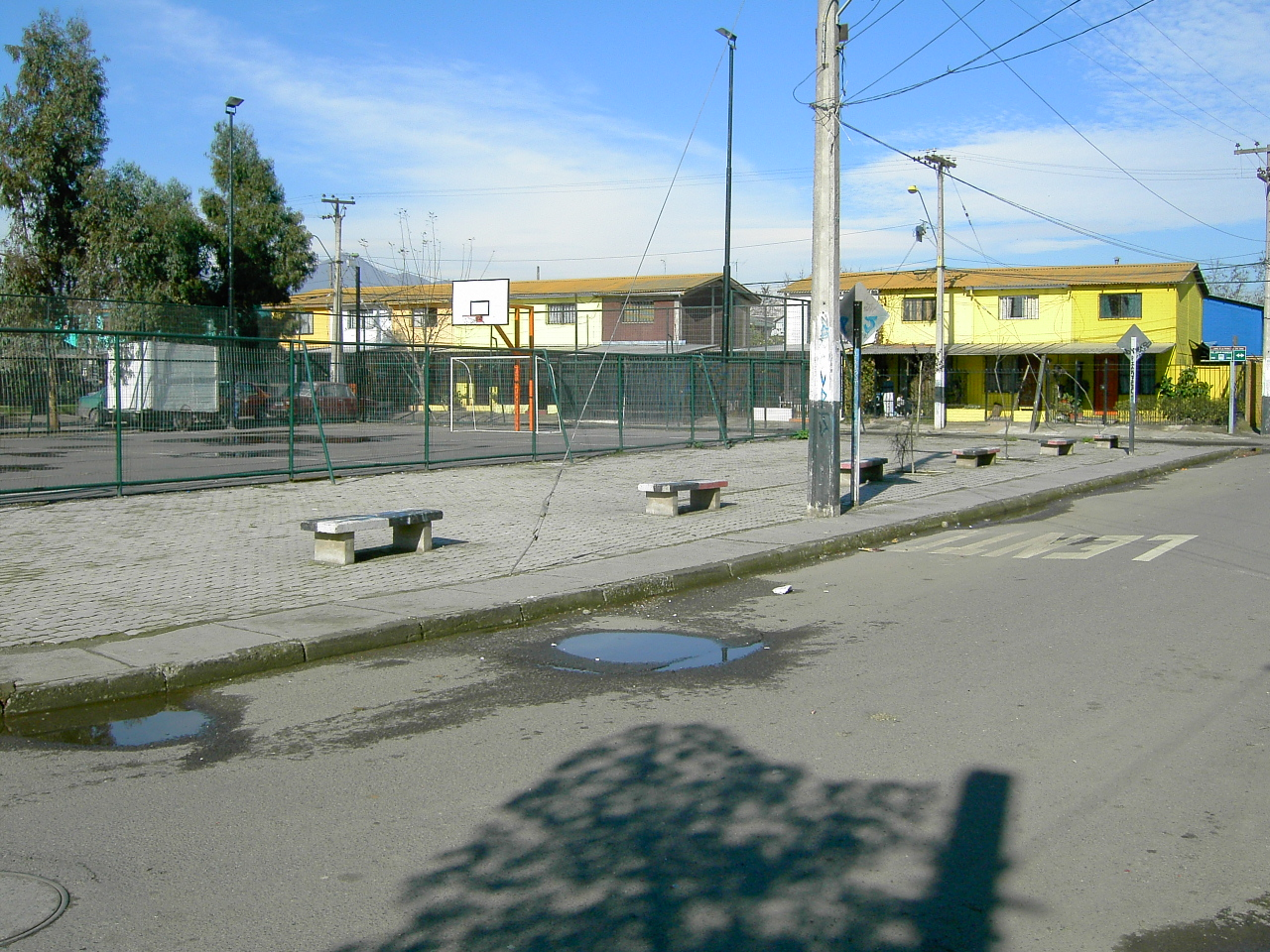
Barrio de La Pintana

La Ilustre Municipalidad de La Pintana es dirigida en el periodo 2024-2028 por la alcaldesa Claudia Pizarro Peña (DC), quien trabaja junto a un concejo municipal normativo y fiscalizador de la administración. Los concejales son:
- Isaac Núñez Sepúlveda (REP)
- Sara Guerrero Martínez (RN)
- Marcela Poveda Morales (DC)
- René Díaz Jorquera (PR)
- Iván López Bilbao (PS)
- Stephany Hurtado Panes (PAVP)
- Roberto Jaramillo Carreño (PH)
- Waleska Salas Núñez (PC)

### Representación parlamentaria
La Pintana es parte del Distrito Electoral N.º 12 y pertenece a la 7ª Circunscripción Senatorial (Región Metropolitana). Es representada en la Cámara de Diputados del Congreso Nacional por los siguientes diputados en el periodo 2022-2026:
Chile Vamos (2)
- Ximena Ossandón Irarrázabal (RN)
- Álvaro Carter Fernández (Ind/Chile Vamos)

Apruebo Dignidad (2)
- Daniela Serrano (PCCh)
- Ana María Gazmuri (AH)

Dignidad Ahora (3)
- Pamela Jiles Moreno (Ind/PH)
- Mónica Arce Castro (Ind/PH)
- Hernán Palma Pérez (PH)

A su vez, en el Senado la representan Fabiola Campillai Rojas (Ind), Claudia Pascual (PCCh), Luciano Cruz Coke (EVOP), Manuel José Ossandon (RN) y Rojo Edwards (PRCh) en el periodo 2022-2030.

## Economía
En 2018, la cantidad de empresas registradas en La Pintana fue de 1.547. El Índice de Complejidad Económica (ECI) en el mismo año fue de 1,4, mientras que las actividades económicas con mayor índice de Ventaja Comparativa Revelada (RCA) fueron Otras Actividades de Planes de Seguridad Social de Afiliación Obligatoria (492,02), Receptores Judiciales (492,02) y Venta al por Menor de Aves y Huevos (199,91).

## Servicios públicos

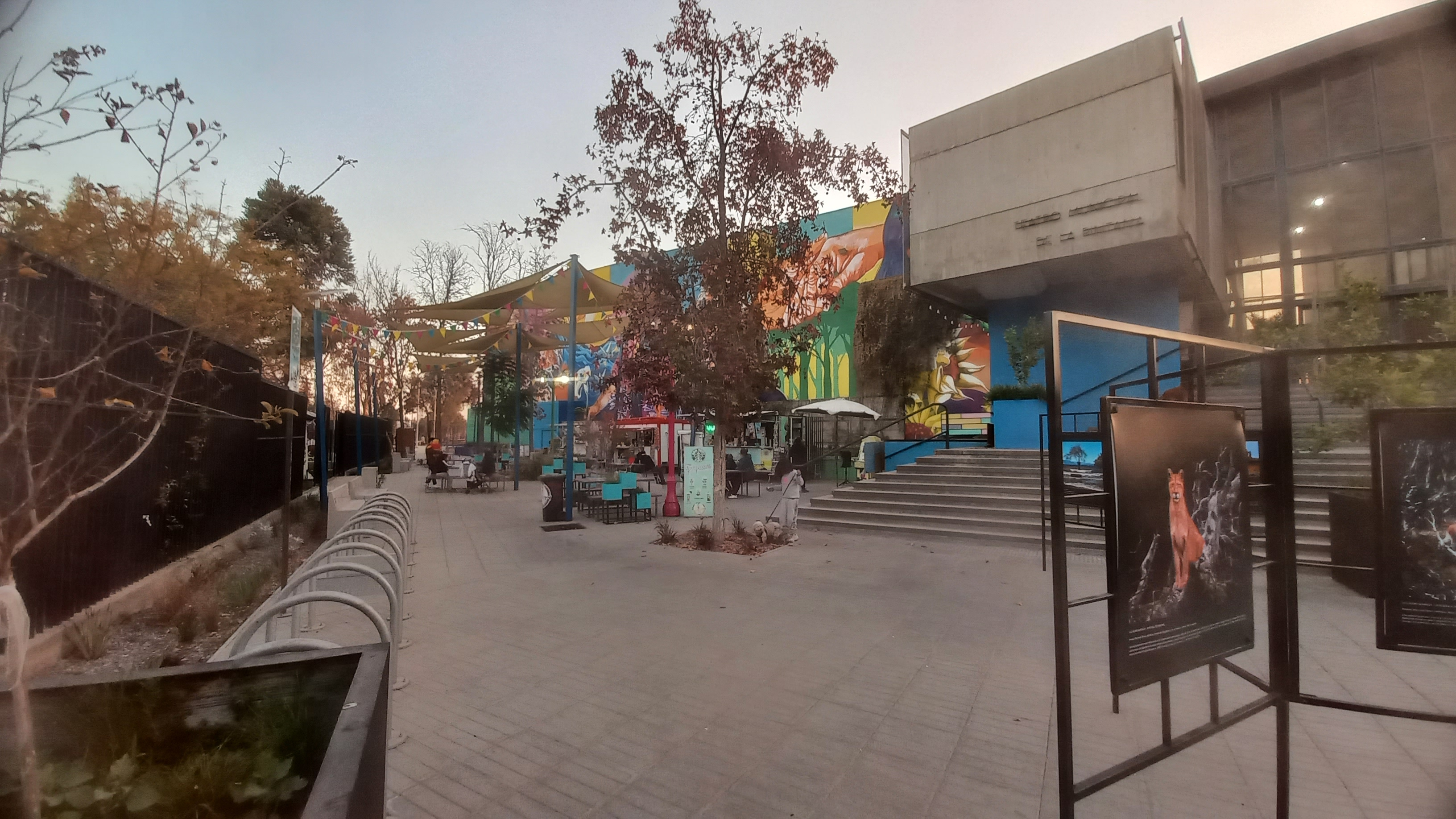
Teatro Municipal de La Pintana.

### Educación
La Comuna posee una cobertura del 11,69% en educación municipal.
Existen numerosos establecimientos educacionales tanto subvencionados como municipales. Destaca Campus Antumapu de la Universidad de Chile donde se emplazan las Facultades de Agronomía, Ingeniería Forestal y Ciencias Veterinarias.
Otro importante emplazamiento es el Centro Regional de Investigación (CRI) La Platina, creado en 1959 por el Ministerio de Agricultura y perteneciente al Instituto Nacional de Investigaciones Agropecuarias (INIA). Tiene como misión realizar investigación principalmente en las áreas hortofrutícolas y del medio ambiente para la Región Metropolitana y zona central del país.

### Equipamiento municipal
La comuna cuenta con el Centro Cívico de La Pintana

## Transporte

### Sistema Red
La Pintana cuenta con una gran variedad de buses los que la conectan tanto con comunas aledañas como con Santiago Centro. La comuna formaba parte de la Zona G del Transantiago. Las vías principales de esta comuna son la avenida Santa Rosa, Observatorio, San Francisco y Lo Blanco.

### Metro de Santiago
Tras la cuenta pública del presidente Sebastián Piñera anunció la nueva Línea 9 del Metro de Santiago, la cual unirá La Pintana con Santiago Centro. Se estima que esté operativa desde el año 2030.
- Línea 9 del Metro de Santiago: Observatorio • Lo Martínez • Plaza La Pintana • La Primavera • Eyzaguirre (nombres tentativos)

## Deportes
El Estadio Municipal de La Pintana, inaugurado en 1996, es sede de los clubes de fútbol Santiago Morning y La Pintana Unida.
El equipo que representa a la comuna de La Pintana es Trapiales Rugby Club, que en lengua Mapudungun significa "puma". El club cuenta desde categorías con pequeños de 10 años hasta la categoría adulta, la cual actualmente participa del campeonato de la Asociación de Rugby de Santiago.

## Literatura adicional
Ilustre Municipalidad de la Pintana (2015). Guia de información comunal. Archivado desde el original el 23 de diciembre de 2015. Consultado el 18 de diciembre de 2015.